# Kościół św. Anny w Gołkowicach
Kościół św. Anny w Gołkowicach – drewniany, zabytkowy kościół filialny obrządku rzymskokatolickiego w Gołkowicach.
Kościół leży na szlaku architektury drewnianej województwa śląskiego.

## Historia
Obecny kościół stoi na miejscu wcześniejszego, który ze względu na zły stan techniczny został rozebrany. Do nowego kościoła pozyskano w 1873 roku wieżę z rozbieranego w tym czasie gotyckiego kościoła w Pruchnej (również pod wezwaniem św. Anny). W 1877 roku położono betonowe podwaliny pod kościół i zaczęto wznosić jego ściany. W kolejnym roku kościół był gotowy.
Kościół kilkukrotnie remontowano, miało to miejsce w latach 1953, 2006, 2010.

## Architektura i wyposażenie
Kościół jest orientowany, konstrukcji słupowej, posadowiony na betonowych fundamentach. Wieża kościoła jest kwadratowa o pochyłych ścianach, w górnej części z izbicą zwieńczoną ośmiopolowym piramidalnym hełmem. Prezbiterium jest nieco niższe od nawy. W środkowej części kalenicy prezbiterium znajduje się ośmioboczna sygnaturka z otwartą latarnią. Wzdłuż południowej ściany nawy umieszczono soboty.
W ołtarzu głównym znajduje się obraz przedstawiający św. Annę nauczającą Marię, czemu przygląda się św. Joachim. Po bokach ulokowano figury św. Piotra i Pawła. Ołtarze boczne poświęcone są Najświętszemu Sercu Pana Jezusa i Niepokalanemu Sercu Najświętszej Marii Panny.
Najcenniejszym zabytkiem w kościele jest rzeźba Matki Bożej z Dzieciątkiem z początku XVI wieku.
Na koszu ambony znajdują się płaskorzeźby przedstawiające Ojców Kościoła: św. Ambrożego, Augustyna, Hieronima i Grzegorza, pochodzące z XVIII wieku. Prawdopodobnie stanowiły one część dawnej ambony z roku 1711.